# Mahanta yoshimotoi
Mahanta yoshimotoi is een vlinder uit de familie slakrupsvlinders (Limacodidae). De wetenschappelijke naam van de soort is voor het eerst geldig gepubliceerd in 2003 door Min Wang & Guo-hua Huang.

## Type
- holotype: "male, 21-24.II.2003"
- instituut: SCAU Guangzhou, China
- typelocatie: "China, Guangdong Province, Ruyuan County, 24°94'N, 112°97'E"